# Soho (London)

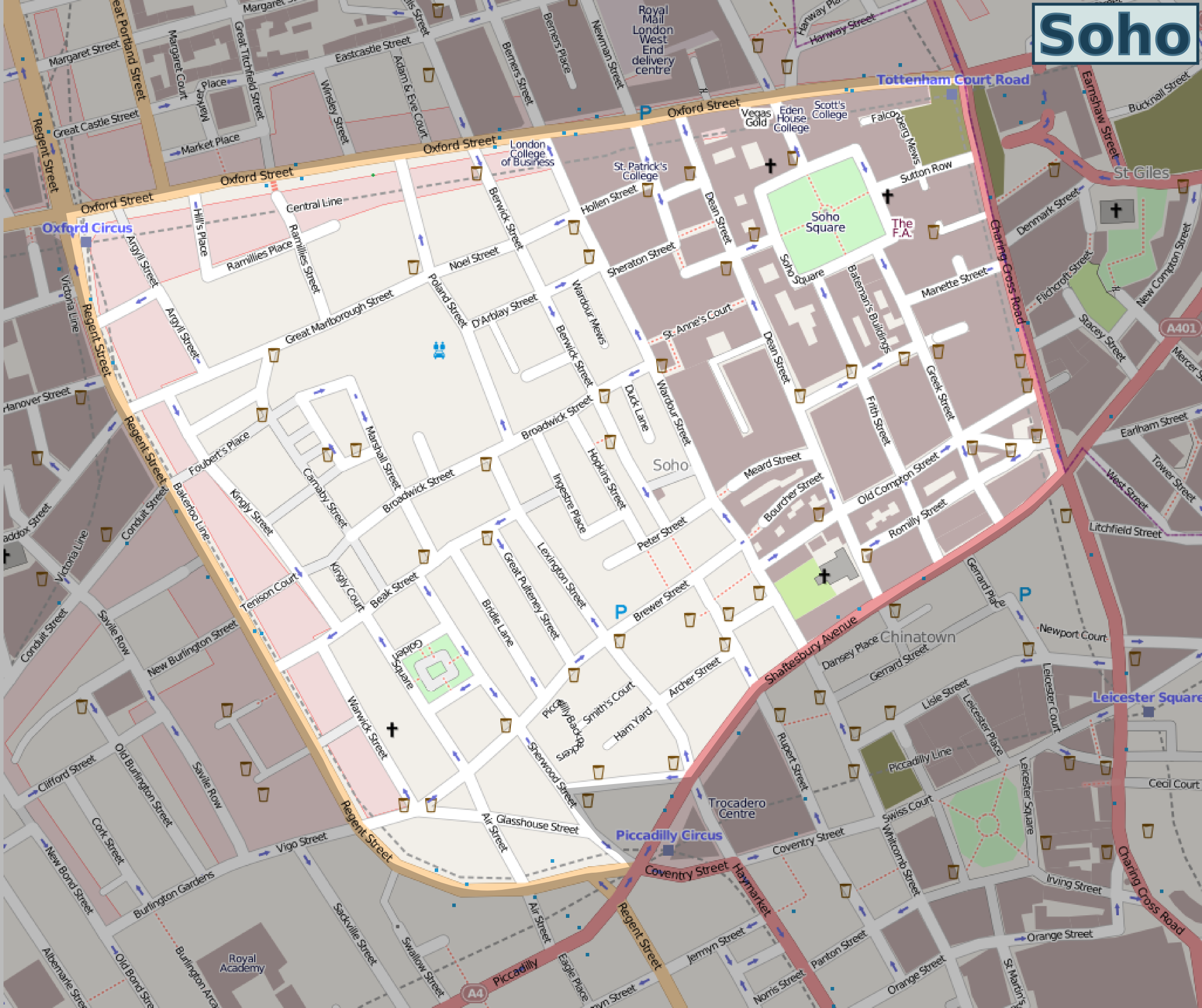
Karte von Soho

Soho [ˈsəʊhəʊ] ist ein Stadtteil im Londoner West End in der City of Westminster. Es liegt etwa in der Gegend, die im Norden durch die Oxford Street, im Westen durch die Regent Street, im Süden durch den Piccadilly Circus und Leicester Square und im Osten durch die Charing Cross Road begrenzt wird. Der südliche Teil von Soho beheimatet die Londoner Chinatown. Westlich von Soho liegt Mayfair.
Der Stadtteil beherbergt eine vielfältige kulturelle Mischung, unter anderem aus Schwulenbars und Erotikshops, Pubs und Straßenmärkten. Es gilt als das Lesben- und Schwulenviertel Londons, insbesondere im Bereich der Old Compton Street. 

## Geschichte
Soho ist nach einem Jagdruf benannt, der seit 1636 als Ortsname belegt ist.
Mit der Raymond Revuebar in Soho wurde 1958 von Paul Raymond der erste Stripclub im Vereinigten Königreich eröffnet, der im Jahr 2004 geschlossen wurde.
Am 30. April 1999 verübte der englische Neonazi David Copeland einen Terroranschlag auf die Schwulenkneipe The Admiral Duncan in Soho. In dem Pub starben eine schwangere Frau und zwei weitere Personen, 79 andere wurden von der Nagelbombe verletzt oder verstümmelt.

## Trivia
Soho wird in zahlreichen Songtexten diverser Bands (The Pogues, Kinks, The Who, The Tiger Lillies, The 1975, Thin Lizzy, Dave Dee, Dozy, Beaky, Mick & Tich, The Libertines, Bloc Party u. a.) erwähnt. Das Album Cold Night in Soho von 2017 der Tiger Lillies beschreibt die Kindheit und Jugend von deren Sänger und Bandleader Martin Jacques in Soho. Außerdem ist Soho der Schauplatz der Dreigroschenoper von Bertolt Brecht und Wohnort des Mr. Hyde in Robert Louis Stevensons Novelle Der seltsame Fall des Dr. Jekyll und Mr. Hyde. Zudem hatte der ehemalige britische Spieleentwickler Team Soho – unter dessen Regie beispielsweise der PlayStation-2-Third-Person-Shooter The Getaway entstand – namensgebend seinen Sitz in Soho.

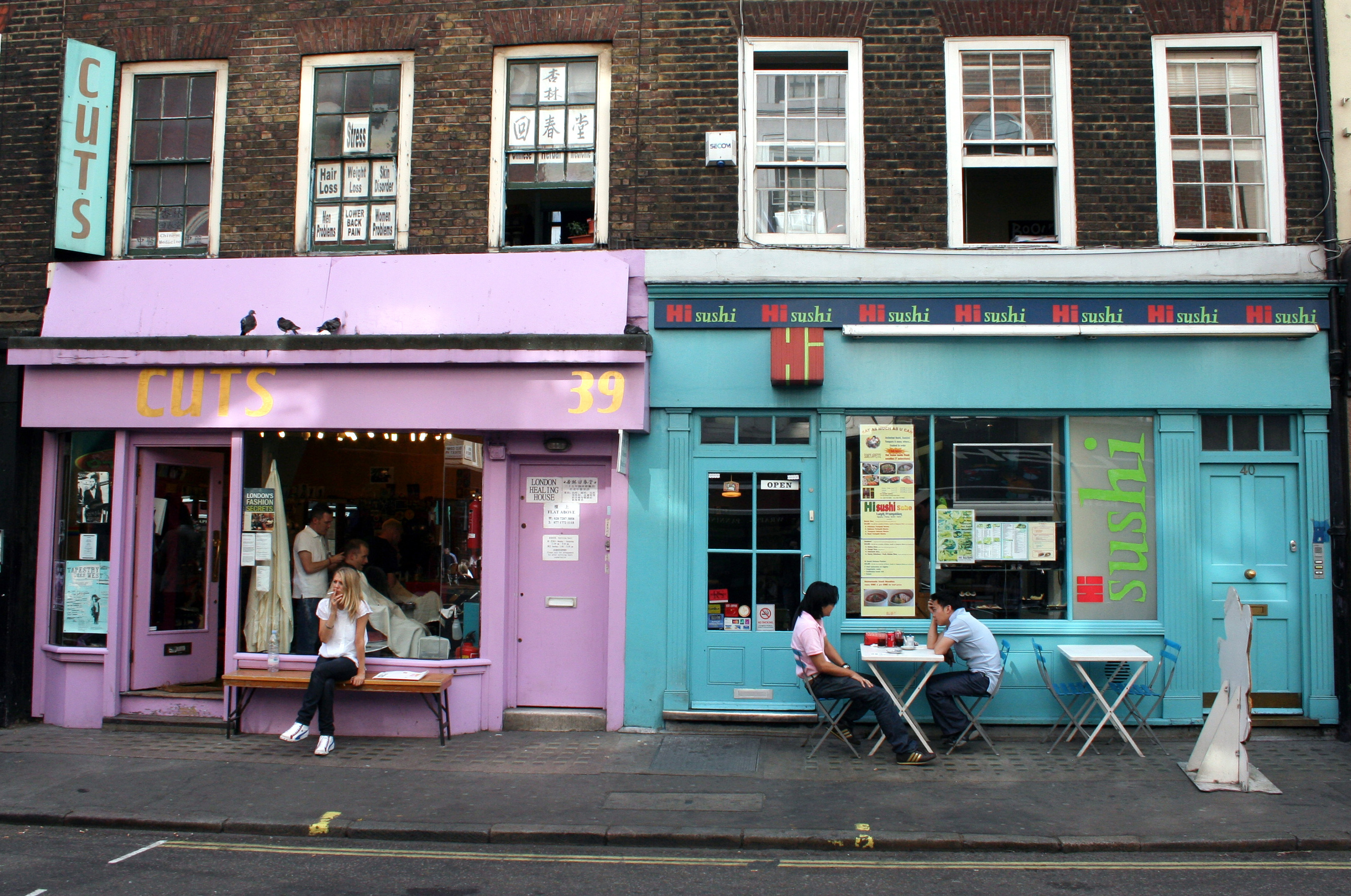
Farbenfroh bemalte Geschäfte in Soho
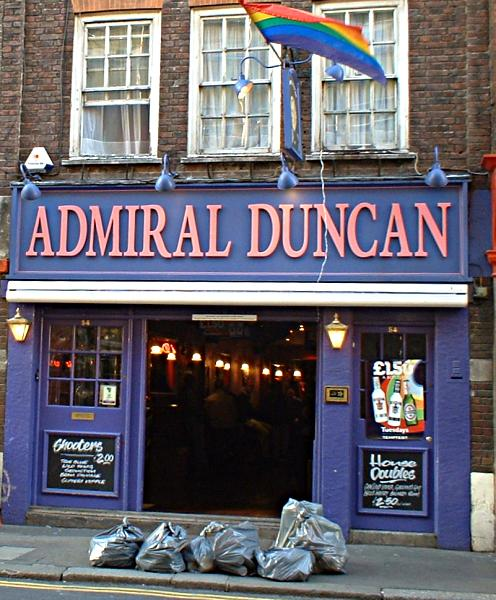
Der Pub Admiral Duncan
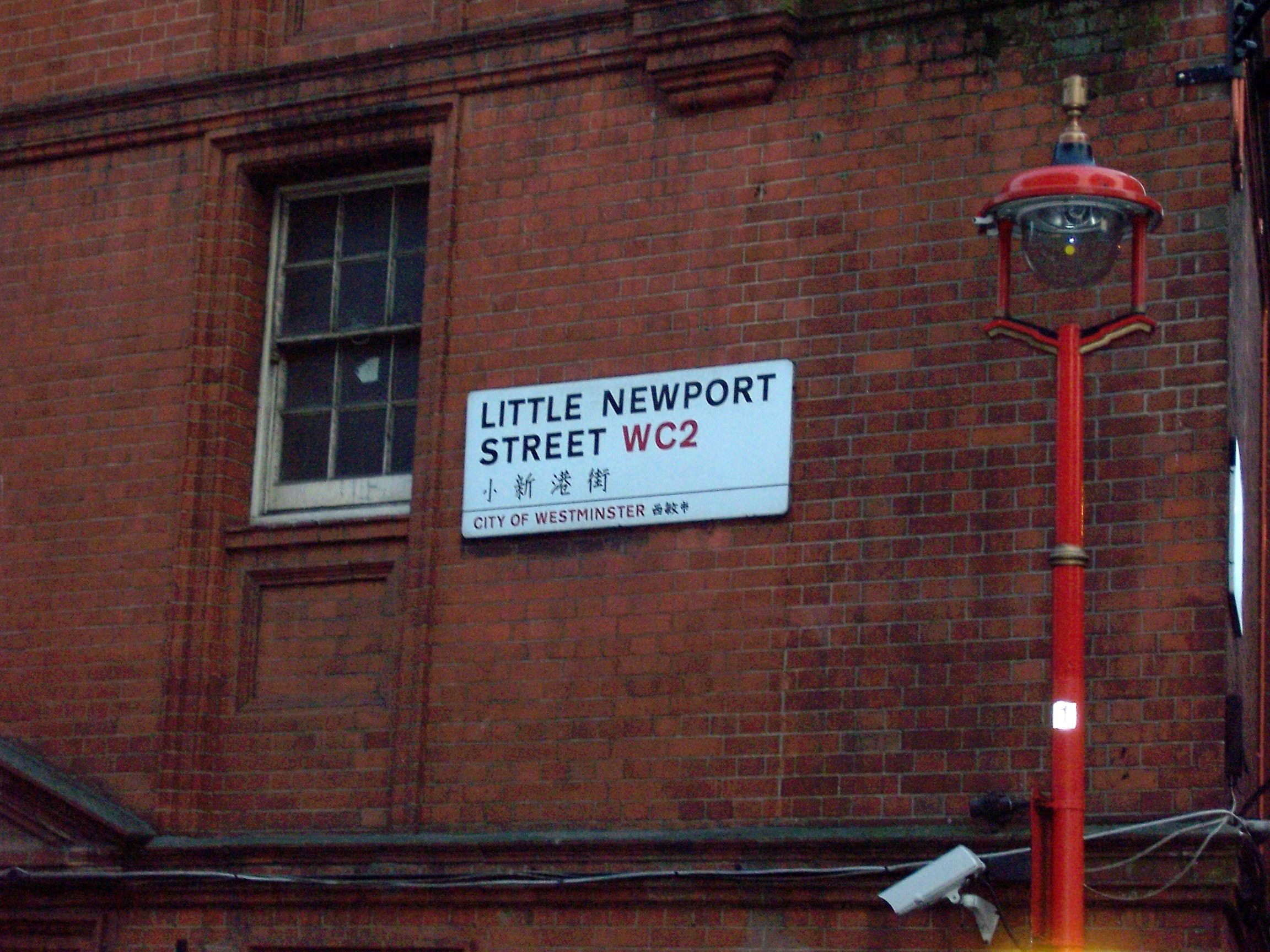
Zweisprachiges Straßenschild in Soho
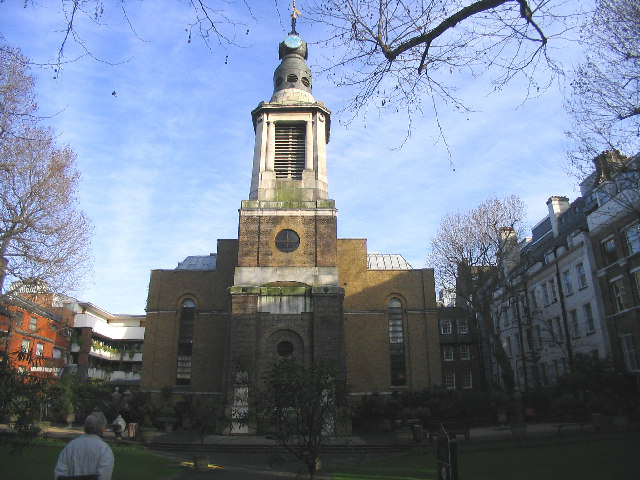
St Anne’s Church